# Hanna Kosonen
Hanna Kosonen (Savonlinna, 27 de febrero de 1976) es una ex-orientadora de esquí y política finlandesa. Afiliada al Partido del Centro, desde 2015 se desempeña como parlamentaria. Entre 2019 y 2020, estuvo al frente del ministerio de Ciencia y Cultura de Finlandia.

## Educación
Kosonen tiene una maestría en filosofía de la historia del arte. Se graduó de la Universidad de Jyväskylä en 2003. En su maestría, From Enlightenment to Stomach Disease, analiza las experiencias culturales de los viajeros finlandeses en Goa, India. Después de graduarse, trabajó en comunicación y cultura.

## Carrera deportiva
En el Campeonato Mundial Juvenil de Orientación de 1996, Kosonen ganó la medalla de oro tanto en la distancia normal como en la distancia rápida y la de bronce en el relevo. Participó en su primer Campeonato Mundial para adultos en Windischgarsten en 1998. Hizo su gran avance en el Campeonato Mundial en Krasnoyarsk en 2000, cuando ganó el bronce en la distancia normal y el oro en relevos. Además de Kosonen, las orientadoras de esquí del equipo que ganó el oro en relevos fueron Mervi y Liisa Anttila. Kosonen participó en sus últimas competencias de la Copa del Mundo en Borovetz 2002, cuando su mejor resultado fue el noveno lugar en la media distancia.
Kosonen representó a Finlandia en la Copa del Mundo de Orientación de Esquí en 1997-2001. Terminó en el cuarto puesto en la general de 2000 y quinta en 2001. A nivel de clubes, Kosonen representó a Olavin Rasti.

## Carrera política
Kosonen fue candidata de la lista centrista al Parlamento Europeo en las elecciones al Parlamento Europeo de Finlandia en 2014, pero no fue elegida. Sin embargo, en las elecciones parlamentarias de 2015, fue electa como representante del centro de la circunscripción del Sureste de Finlandia tras recibir 6600 votos.
Fue elegide para el Concejo Municipal de Savonlinna en 2017, y luego se desempeñó como presidente del Concejo Municipal de Savonlinna.
En las elecciones parlamentarias de 2019, Kosonen recibió 5583 votos, renovando su escaño como diputada.
El 9 de agosto de 2019, Kosonen fue nombrada Ministra de Ciencia y Cultura en el Gobierno de Antti Rinne. Tras la caída del gobierno de Rinne, el 10 de diciembre de 2019, fue nombrada en el mismo cargo en el gobierno de Sanna Marin. Se desempeñó como ministra hasta agosto de 2020.
En las elecciones parlamentarias de 2023, logró renovar su banca en el Parlamento.

## Vida personal
Kosonen estuvo casada desde 2011 hasta 2017 con un ingeniero, con quien tuvo dos hijas.

## Resultados electorales

### Parlamento de Finlandia
|  | 2,69 % |

|  | 25,17 % |

|  | 2,28 % |

|  | 16,62 % |

|  | 2,25 % |

|  | 13,59 % |